# Хметевский, Василий Андреевич
Василий Андреевич Хметевский (Хмитевский) (1698 — после 1777) — офицер российского императорского флота, мореплаватель, участник Великой Северной экспедиции, исследователь Камчатки и Охотского моря, участник Нерчинской экспедиции по изучению реки Амур. Начальник морской части Охотского порта, создатель Охотской навигацкой школы, Главный командир Камчатки, капитан 2 ранга. Его именем назван полуостров Хмитевского в заливе Шельтинга на северном побережье Охотского моря.

## Биография

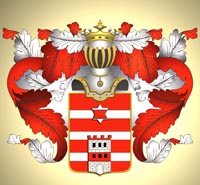
Герб дворянского рода Хметевских

Василий Андреевич Хметевский родился в 1698 году в селе Остафьево (с 1719 года село входило в Суздальскую провинцию Московской губернии, с 1778 года в Суздальский уезд Владимирской губернии) в семье помещика Андрея Ивановича. Представитель дворянского рода Хметевских.
В январе 1721 года поступил в московскую Школу математических и навигацких наук, но почти сразу же заболел. После выздоровления, 11 (22) октября 1723 года, вместе со всеми учениками школы его отправили в Академию Морской гвардии в Санкт-Петербурге, взяв обязательство, что за один год он повторит геометрию и изучит тригонометрию. Во время учёбы в академии штурманский ученик Василий Хметевский «за босотою… во учение не ходил и кормился разными работами»).
17 (28) апреля 1733 года произведён в подштурманы, служил на судах Балтийского флота, выполнял отдельные поручения в Адмиралтействе и портах.
В 1734 году был определён по личной просьбе во Вторую Камчатскую экспедицию. Состоял в отряде Беринга — Чирикова, был адъютантом у капитан-командора Витуса Йонассена Беринга. 1 (12) января 1738 года был произведён в звание штурмана.
29 сентября (10 октября) 1739 года по приказу руководителя Второй Камчатской экспедиции В. Беринга В. А. Хметевский и штурман мичманского ранга И. Ф. Елагин на боте «Святой Гавриил» были отправлены из Охотска в Большерецк с целью описания побережья Камчатки и выбора места базирования экспедиции. Они выполняли роль авангарда экспедиции Беринга.

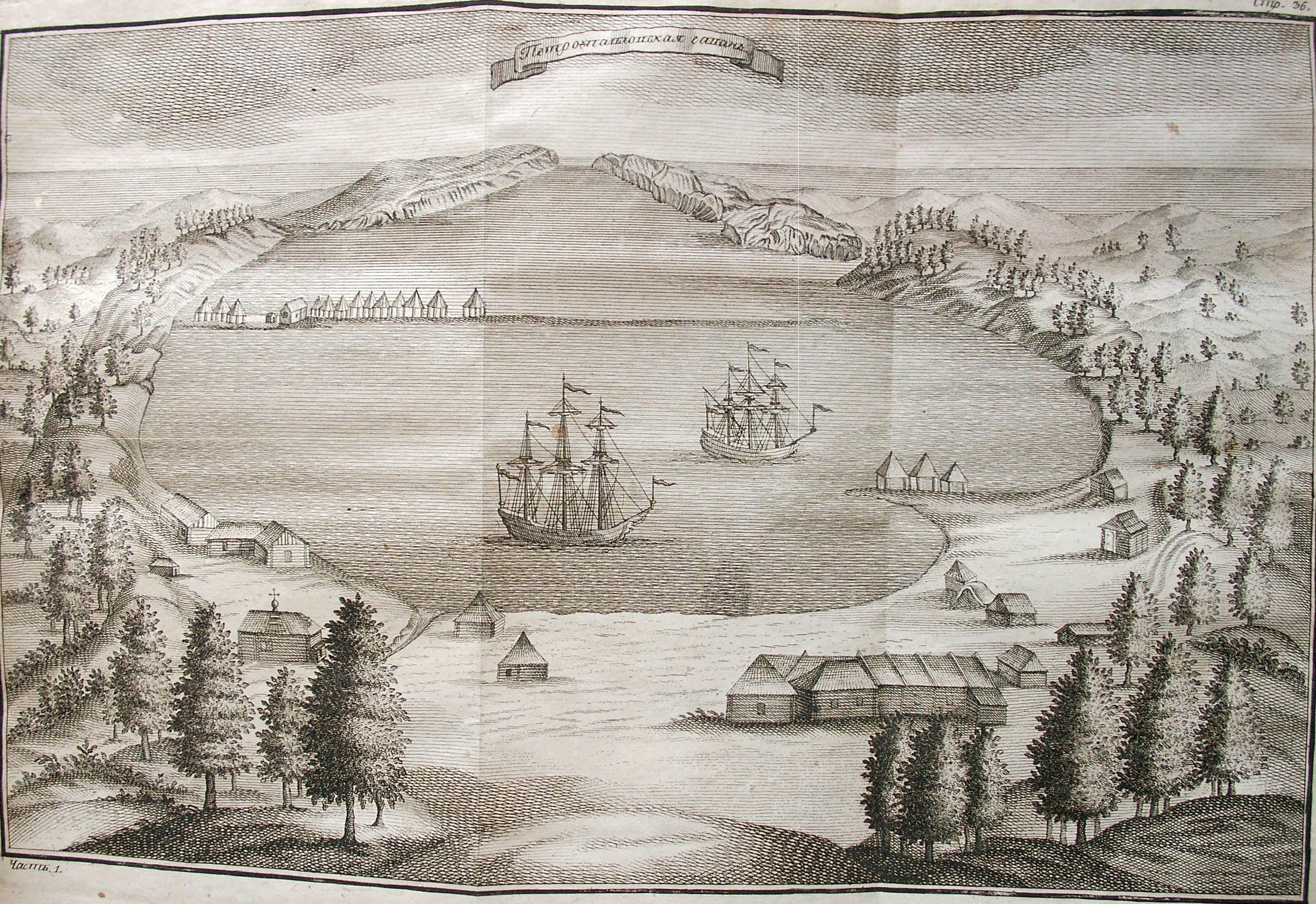
Гравюра Петропавловска, XVIII век.

Из Большерецка Хметевский переехал в Нижне-Камчатск. С целью выбора места под строительство гавани в 1740 году исследовал устье реки Камчатки. Выяснил, что устье реки «по ево мере глубиною семь с половиной фута» не подходит для стоянки судов. В связи с этим, место для устройства и строительства Петропавловского порта было определено в Авачинской губе. Вместе с И. Ф. Елагиным участвовал в основании Петропавловска. 3 (14) декабря 1741 года В. А. Хметевский был произведён в мичманы.
В 1742 году в составе Южного отряда экспедиции под руководством М. Шпанберга плавал к Японским островам, исследовал остров Хоккайдо. На шлюпе «Большерецк» в 1743—1744 годах он вместе с помощником Андреем Шагановым выполнил первую глазомерную съёмку северного берега Охотского моря — более 1500 километров — от Охотска до устья реки Вилиги (Гижигинская губа), затем описал часть (600 километров, от реки Кахтаны до Большерецка) западного взморья полуострова Камчатка, составил первые карты этих районов, которые служили мореходам в течение всего XVIII века. Нехватка провианта и сильные ветры вынудили Хметевского закончить опись. После расформирования Второй Камчатской экспедиции, с 25 сентября 1743 года служил в Тобольске и Томске.
5 сентября 1751 года произведён в лейтенанты. В марте 1752 года был назначен начальником морской части Охотского порта, отвечал за безаварийность плавания и бесперебойную доставку грузов на Камчатку, одновременно занимался гидрографическими исследованиями. В 1753 году командуя пакетботом «Святой Иоанн Креститель», при переходе из Охотска к восточному берегу Камчатки потерпел крушение у одного из Курильских островов и разбился в устье реки Озёрная. Во время гибели судна утонули 5 человек команды, весь груз и 10 000 серебряной монеты. До 1761 года находился под следствием по этому делу, но продолжал службу.
В начале 1755 года губернатор Сибири генерал-поручик В. А. Мятлев предписал находившемуся в Охотске штурману В. А. Хметевскому подготовить из числа учеников Охотской школы 10 человек «так, чтобы они, будучи в обучении, могли для надобных здесь к мореплаванию служителей вступить в навигацкия науки». Во второй половине  1756 года, после получения необходимых учебников и инвентаря, народная школа была реорганизована в Охотскую навигацкую школу. В 1755—1756 годах, по приглашению гидрографа Ф. И. Соймонова, участвовал в Нерчинской экспедиции по изучению реки Амур и северной части Тихого океана. В марте 1756 года произведён в капитан-лейтенанты, 8 февраля 1758 года — в капитаны 3 ранга.
В 1761—1762 годах В. А. Хметевский и его помощник штурман Иван Андреевич Балакирев на бригантине «Святая Елизавета» прошли вдоль северного берега Охотского моря (около 2000 км), завершили его описание и составили первые достоверные карты Гижигинской и Пенжинской губ. Также ими были выполнены планы Большерецкого, Верхне- и Нижнекамчатского острогов, Тигильской крепости. Общая протяженность съёмки достигла 4,1 тыс. км.
22 мая (2 июня) 1762 года Хметевский был исключен из списков флота. До 1771 года служил в Охотской портовой конторе, затем назначен Главным командиром Камчатки. Управление краем осуществлял из Охотска, участвовал в производстве следствия о Большерецком бунте под руководством М. А. Беньовского. В 1773 году сдал свои командирские дела Т. И. Шмалеву и выехал в Иркутск для получения отставки, которую ждал 4 года. 10 (21) января 1777 года был произведён в капитаны 2 ранга и уволен со службы, вскоре умер.

## Память
Именем Василия Андреевича назван полуостров Хмитевского в заливе Шельтинга на северном побережье Охотского моря — территория нынешней Магаданской области.